# Milčice
Milčice (en allemand : Miltschitz) est une commune du district de Nymburk, dans la région de Bohême-Centrale, en République tchèque. Sa population s'élevait à 313 habitants en 2020.

## Géographie
Milčice se trouve à 4 km au nord-ouest de Pečky, à 18 km au nord-ouest de Nymburk et à 40 km à l'est de Prague.
La commune est limitée par Třebestovice et Sadská au nord, par Kostelní Lhota et Pečky à l'est, par Tatce au sud, et par Hořany et Poříčany à l'ouest.

## Histoire
La première mention écrite de la localité date de 1294.